# Chorągiew Braniewa (1410)
Chorągiew Braniewa – chorągiew wystawiona przez miasto Braniewo podczas bitwy pod Grunwaldem 15 lipca 1410 roku po stronie państwa zakonu krzyżackiego.

## Historia

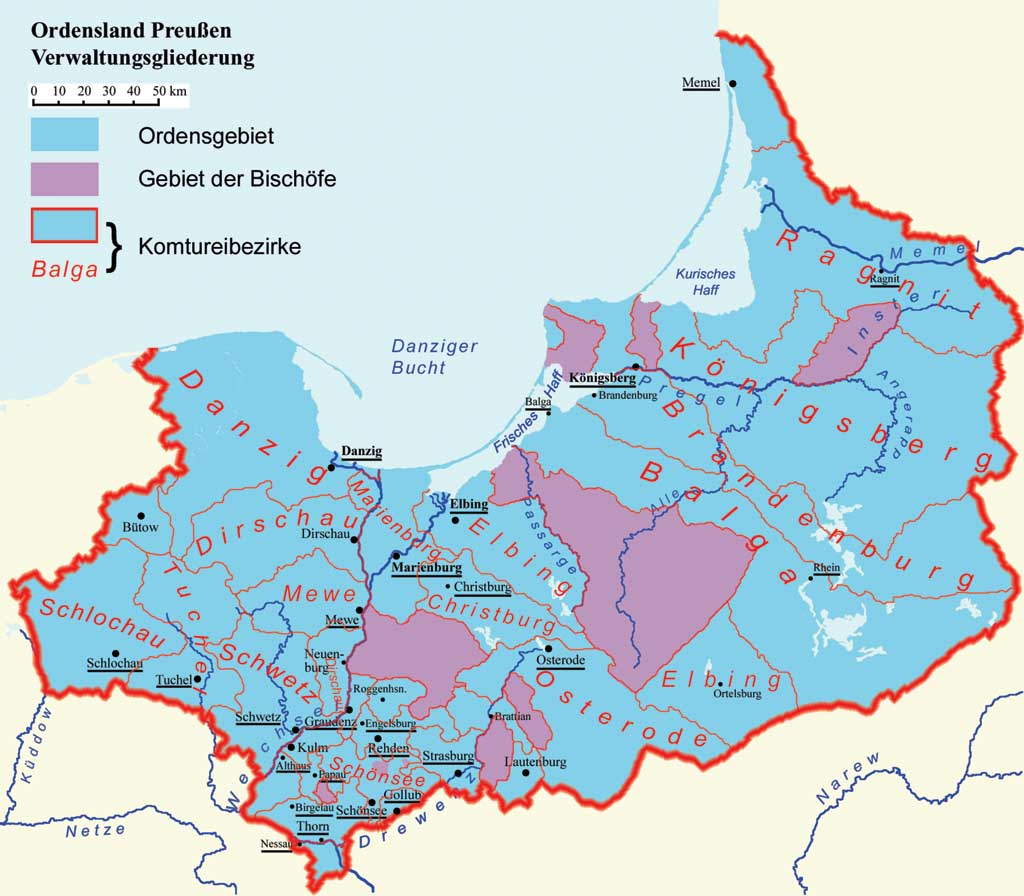
Podział administracyjny państwa krzyżackiego: niebieski – komturie zakonne, różowy – posiadłości biskupów

Choć Braniewo od czasu podboju Prus przez Krzyżaków znajdowało się w państwie zakonu krzyżackiego, to wchodziło w skład jedynej diecezji, która zachowywała względną autonomię. Diecezja warmińska posiadała w państwie krzyżackim wyjątkowy status – biskupi, posiadający jednocześnie tytuł księcia, sprawowali władzę zarówno duchową, jak i świecką, zakładali miasta i wsie, wydawali ustawy, czyli ordynacje krajowe, byli także zwierzchnikami sił zbrojnych. Ten tytuł świeckiego zwierzchnika – księcia przysługiwał biskupom od 1357 roku i został nadany przez cesarza Karola IV. Biskupi warmińscy i kapituła tak sprawnie zorganizowali się w twór państwowy, że zakonowi nie udało się uzależnić tej diecezji od swojej władzy, jak to miało miejsce w przypadku trzech pozostałych.
Braniewo jako największe miasto Warmii doświadczało jednak różnego rodzaju nacisków ze strony władz krzyżackich. Gdy nie udało się inkorporować biskupstwa warmińskiego, dążono do zachowania możliwie dużego wpływu na obsadzanie najważniejszych urzędów – m.in. zawsze podsuwano swojego kandydata na urząd biskupa. Krzyżacy od początku byli też ustanowieni przez papieży odpowiedzialnymi za bezpieczeństwo w całych Prusach. W razie potrzeby to zakon przejmował dowództwo nad całością zmobilizowanych sił, w tym również z dominium warmińskiego. 
Tak również się zadziało 15 lipca 1410 roku, gdy Braniewo wystawiło własny oddział, niezależnie od dwóch pozostałych warmińskich chorągwi – biskupiej i kapitulnej. Świadczyło to zarówno o zamożności miasta, będącego członkiem Hanzy, jak i o skutecznej organizacji rady miasta. Chorągiew liczyła ok. 200 zbrojnych, z czego ok. połowę stanowili mieszkańcy Braniewa, tj. mieszczanie, posiadacze majątków miejskich i sołtysi wsi miejskich. Natomiast pozostałe 100 osób stanowili żołnierze zaciężni. Chorągiew braniewska znakowała się banderą z dwoma krzyżami, białym i czarnym, co nawiązywało do symboliki hanzeatyckiej.
Uczestnictwo chorągwi z Braniewa w bitwie pod Grunwaldem zakończyło się jej klęską i rozbiciem – tak jak pozostałych wojsk krzyżackich. Po bitwie trofeami wojennymi było przede wszystkim 51 zdobytych chorągwi krzyżackich. Szczegółowy ich opis wraz z ilustracjami podał Jan Długosz w swoim dziele Banderia Prutenorum, spisanym w XV wieku. Część z nich została przyznana księciu Witoldowi, te zaś, które trafiły do wawelskiej katedry, zostały w 1797 wywiezione przez Austriaków do Wiednia i ślad po nich zaginął. W 1937, na podstawie opisów z dzieła Długosza, chorągwie zostały zrekonstruowane i umieszczone na Wawelu. Podczas okupacji niemieckiej hitlerowcy wywieźli je do zamku malborskiego.